# Jerry West-díj
A Jerry West-díj (vagy az NBA Clutch Player of the Year Award) a National Basketball Association egyik díja, amit annak a játékosnak adnak át, aki a szezonban a legjobban teljesített nagy nyomás alatt, általában a mérkőzések utolsó perceiben. A díj nevét Jerry Westről kapta, aki a Los Angeles Lakers játékosaként lett ismert arról, hogy kiemelkedően tudott játszani a legfontosabb pillanatokban is. A győztesről a sajtó és az edzők döntenek. Az elismerést a 2022–2023-as szezonban vezették be, az első díjazott De’Aaron Fox volt.

## Győztesek
| ^ | Jelenleg is aktív                                         |
| * | Beiktatták a Naismith Memorial Basketball Hall of Fame-be |

| Szezon    | Játékos        | Poszt    | Nemzetiség       | Csapat                | Döntősök                               |
| --------- | -------------- | -------- | ---------------- | --------------------- | -------------------------------------- |
| 2022–2023 | De’Aaron Fox^  | irányító | Egyesült Államok | Sacramento Kings      | DeMar DeRozan, Jimmy Butler            |
| 2023–2024 | Stephen Curry^ | irányító | Egyesült Államok | Golden State Warriors | DeMar DeRozan, Shai Gilgeous-Alexander |
| 2024–2025 | Jalen Brunson^ | irányító | Egyesült Államok | New York Knicks       | Anthony Edwards, Nikola Jokić          |

## Csapatok
| Díjak | Csapat                | Évek |
| ----- | --------------------- | ---- |
| 1     | Sacramento Kings      | 2023 |
| 1     | Golden State Warriors | 2024 |
| 1     | New York Knicks       | 2025 |